# Zbigniew Preisner
Zbigniew Preisner (nascut com Zbigniew Antoni Kowalski, Bielsko-Biała, Polònia, 20 de maig de 1955) és un compositor polonès, conegut pels nombroses bandes sonores per al cinema, entre d'altres per a films del director Krzysztof Kieślowski (1941-1996).
Ha rebut la Medalla d'Or al Mèrit a la Cultura – Gloria Artis així com la Creu de Cavaller de l'Orde de Polonia Restituta. És membre de l'Académie des arts et techniques du cinéma de França.

## Biografia
Preisner va néixer el 20 de maig de 1955 a la ciutat de Bielsko-Biała, al sud de Polònia. Va aprendre per si mateix a tocar guitarra i piano. Sense educació formal en música, escoltava i transcrivia fragments d'àudio. Va estudiar filosofia i història a Cracòvia. El seu estil és una forma distintiva de neoromanticisme tonal. Paganini i Jean Sibelius són reconegudes influències.

## Obra
Preisner és més ben conegut per la música que va compondre dels films dirigits pel també polonès Krzysztof Kieślowski. Llur llarga col·laboració va començar emb el film Bez Konca («Sense fi») el 1984. La Cançó per la unificació d'Europa, basada en el primer capítol de la Primera epístola als corintis de sant Pau, se li atribueix al personatge Patrice De Courcy en la primera part de la trilogia Tres colors: Blau, i exerceix un paper important al llarg de la pel·lícula. La música per a la tercera part de la trilogia (Tres colors: Vermell) inclou dues versions (en francès i polonès) d'un poema de Wisława Szymborska, poetessa guanyadora del premi Nobel de Literatura. En aquesta trilogia, tot i el llenguatge convencional, la música passa enllà de la mera decoració sonora i hi esdevé un ver protagonista de la narració fílmica.
Després de treballar amb Kieślowski a Tres colors: Blau, Preisner va ser contractat pel productor Francis Ford Coppola per la banda sonora de The Secret Garden, dirigida per Agnieszka Holland. Ha col·laborat amb altres directors de cinema, i va guanyar un César el 1996 pel seu treball a Elisa, de Jean Becker. Dos anys abans havia guanyat aquest mateix premi per la seva labor a Tres colors: Vermell. El 1997, va ser guardonat amb l'Os de Plata al 47è Festival Internacional de Cinema de Berlín, per Øen i Fuglegaden (The Island On Bird Street).
El 1998 va estrenar Requiem dla mojego przyjaciela, concebuda originalment com una obra narrativa escrita per Krzysztof Piesiewicz i dirigida per Kieslowski. Va esdevenir un commemoratiu a Kieslowski quan aquest va morir. Preisner va compondre el tema musical per a People's Century, un documental de 26 capítols realitzat conjuntament el 1994 per les cadenes BBC i la PBS. A més, va treballar amb el director Thomas Vinterberg per a la pel·lícula It's All About Love, estrenada el 2003. Va fer l'orquestració de l'àlbum de David Gilmour, On An Island. Silence, Night and Dreams és una obra a gran escala per a orquestra, cor i solistes, basada en textos del Llibre de Job. Va ser enregistrar per primera vegada el 2007 amb la vocalista de Madredeus, Teresa Salgueiro, i amb el nen soprano Thomas Cully, de Libera.
La «Lacrimosa» del seu Requiem dla mojego przyjaciela sona de forma prominent a la pel·lícula L'arbre de la vida, de Terrence Malick, ganadora de la Palma d'Or al 64è Festival Internacional de Cinema de Canes (2011). El «Dies Irae» del Requiem apareix al film La grande bellezza, de Paolo Sorrentino i en la segona temporada de la sèrie The Crown.

## Van den Budenmayer
Van den Budenmayer és un compositor neerlandès fictici del segle xviii creat per Preisner i Krzysztof Kieślowski. Preisner va dir que Van den Budenmayer és un pseudònim que ell i Kieślowski van inventar «perquè tots dos estimem els neerlandesos». La música del compositor imaginari té un paper molt important en quatre films de Kieślowski: Dekalog (1988), La Double vie de Véronique (1991), Tres colors: Blau (1993) i Tres colors: Vermell (1994).

## Composicions

### Treballs orquestrals
- Requiem dla mojego przyjaciela (1998)
- Life (1998)
- Silence, Night and Dreams (2007)
- On an Island (2006) (àlbum de David Gilmour)
- Live in Gdańsk (22 de setembre de 2008) (àlbum de David Gilmour)
- Diaries Of Hope (2013)
- Rattle That Lock (2015) (àlbum David Gilmour)

### Música per solista
- 10 Easy Pieces for Piano (2000) interpretat per Leszek Możdżer
- 10 Pieces for Orchestra (2015) interpretat per The Symphonic Orchestra of the Calisia Philharmonic

### Bandes sonores
- Prognoza pogody (1981)
- Bez konca (1985)
- Lubie nietoperze (1986)
- Przez dotyk (1986)
- The Lullabye (1987)
- Ucieczka (1987)
- To Kill a Priest (1988)
- A Short Film About Killing (1988)
- A Short Film About Love (1988)
- Kocham kino (1988)
- Dekalog (1988-9)
- Ostatni dzwonek (1989)
- Europa Europa (1990)
- Eminent Domain (1991)
- La Double vie de Véronique (1991)
- At Play in the Fields of the Lord (1991)
- Zwolnieni z zycia (1992)
- Olivier, Olivier (1992)
- Damage (1992)
- Tres colors: Blau (1993)
- The Secret Garden (1993)
- On the Edge of the Horizon (1993)
- Desire in Motion (Mouvements du désir) (1994)
- Kouarteto se 4 kiniseis (1994)
- Tres colors: Blanc (1994)
- Quan un home estima una dona (1994)
- Tres colors: Vermell (1994)
- Feast of July (1995)
- Élisa (1995)
- Corazón iluminado (1996)
- FairyTale: A True Story (1997)
- Øen i Fuglegaden (1997)
- The Last September (1999)
- Dreaming of Joseph Lees (1999)
- Aberdeen (2000)
- Weiser (2001)
- Between Strangers (2002)
- It's All About Love (2003)
- Strange Gardens (2003)
- Kolysanka (2003)
- SuperTex (2003)
- The Beautiful Country (2004)
- Sportsman of the Century (2006)
- Anonyma - Eine Frau in Berlin (2008)
- L'arbre de la vida (2011) (1 peça)
- Aglaja (2012)
- La grande bellezza (2013) (1 peça)
- Lost and Love (2015)
- Lies We Tell (2017)
- Valley of Shadows (2017)
- El olvido que seremos (2020)
- Man of God (2021)